# فرانك سوندرز (لاعب دوري الرغبي)
فرانك سوندرز (بالإنجليزية: Frank Saunders)‏ هو لاعب دوري الرغبي أسترالي، ولد في 1902 في روكديل في أستراليا، وتوفي في 1978 في Carlton, New South Wales ‏ في أستراليا.